# Bobby des Greyfriars
Pour plus de détails, voir Fiche technique et Distribution.
Bobby des Greyfriars (Greyfriars Bobby) est un film américain de Don Chaffey sorti en 1961. Le film est une adaptation d'une nouvelle d'Eleanor Atkinson publiée en 1912, sur un fait réel lié au chien écossais Greyfriars Bobby.

## Synopsis
Un petit Skye terrier nommé Bobby est l'animal de compagnie d'un fermier écossais et de sa femme. Mais le chien préfère la compagnie d'un homme embauché à la ferme appelée Auld Jock. Quand l'argent devient rare à la ferme, Auld Jock est renvoyé. Il voyage en Edimbourg et Bobby le suit. Auld Jock  meurt dans la pauvreté et est enterré à Greyfriar's Kirkyard. Chaque nuit, Bobby retourne sur la tombe d'Auld Jock pour dormir.
Contre l'avis de sa femme, le gardien du cimetière James Brown essaye de chasser Bobby, mais Bobby trouve toujours un chemin pour revenir sur la tombe de son ancien maître. Bobby se fait aimer de tous, particulièrement les enfants de voisinage. Brown et un propriétaire de restaurant, M. Traill, rivalisent pour l'affection du chien. Brown avertit Traill qu'il doit payer une licence pour détenir Bobby, ce qu'il refuse par principe, n'étant pas le maître de Bobby.
Le destin de Bobby se repose sur le Lord Provost d’Édimbourg qui déclare que sans une licence ni quelqu'un pour prendre la responsabilité de Bobby, il doit être supprimé. Les enfants d’Édimbourg offrent alors leurs pennies pour payer la licence de Bobby. Bobby est alors déclaré citoyen libre de la ville et adopté par la population d’Édimbourg.

## Fiche technique
- Titre original : Greyfriars Bobby
- Titre français : Bobby des Greyfriars
- Réalisateur : Don Chaffey assisté de Dennis Bertera
- Scénario : Robert Westerby d'après Eleanor Atkinson
- Producteur : Walt Disney, Hugh Attwooll (associé)
- Photo : Paul Beeson, Ray Sturgess (additionnelle)
- Montage : Peter Tanner
- Continuité : Phyllis Crocker
- Casting : Maude Spector
- Direction artistique : Michael Stringer
- Décors : Vernon Dixon
- Costumes : Margaret Furse
- Maquillage : Harry Frampton
- Coiffure : Barbara Ritchie
- Technicien du son : Norman Bolland, Red Law, Terry Poulton (mixeur)
- Effets visuels : Albert Whitlock
- Consultant dialogues : John Breslin
- Maître-chien : John Darlys
- Musique :
  - Composition originale : Francis Chagrin
  - Orchestration : Francis Chagrin
- Directeur de production : Peter Manley
- Société de production : Walt Disney Productions
- Société de distribution : Buena Vista Distribution
- Date de sortie : 28 septembre 1961
- Durée : 91 min.
- Pays de production :  États-Unis
- Langue : anglais

Sauf mention contraire, les informations proviennent des sources suivantes : Leonard Maltin, IMDb

## Distribution
- Donald Crisp : James Brown
- Laurence Naismith : M. Traill
- Alex Mackenzie : Vieux Jock
- Kay Walsh : Mme Brown
- Duncan Macrae : Sergent Davie Maclean
- Andrew Cruickshank : Lord Provost
- Gordon Jackson : Fermier
- Rosalie Crutchley : Femme du fermier
- Freda Jackson : Vieille concierge
- Moultrie Kelsall : Magistrat
- Joyce Carey : Première dame
- Vincent Winter : Tammy
- Jameson Clarke : Agent
- Jack Lambert : Docteur
- Joan Buck : Ailie
- Jennifer Nevinson : Fille du fermier
- Bruce Seton : Procureur
- Hamish Wilson : Hamish
- Geoffrey Bayldon : Vicaire
- Sean Keir

Source : Leonard Maltin, Dave Smith et IMDb

## Sorties cinéma
Sauf mention contraire, les informations suivantes sont issues de l'Internet Movie Database.
- États-Unis : 17 juillet 1961
- Allemagne : 26 novembre 1995

## Origine et production
Le film Bobby des Greyfriars est un conte sentimental basé sur une histoire vraie qui prend place à Édimbourg en Écosse en 1865 et romancée par l'auteure américaine Eleanor Atkinson en 1912. Après plusieurs années d'absence et la fermeture d'une antenne britannique du studio à la suite du mauvais résultat du film Échec au roi (1953), Disney reprend avec ce film une production cinématographique en Angleterre. Le tournage se fait essentiellement sur place en Écosse.
Lors d'un voyage aux États-Unis, l'agent de police de Lothian et Peebles William Merrilees rencontre Walt Disney et se lie d'amitié avec lui. Par la suite Disney le contacte pour identifier des lieux de tournage en Écosse. Pour les besoins du film, le village d'Édimbourg a été partiellement reconstruit en studio. Un modèle en plâtre de la statue du Skye terrier avait été confectionné par le studio.

## Sortie et accueil
Le film reçoit un bon accueil des critiques mais l'accent écossais passe mal auprès du public américain.
Eugene Archer du New York Times note que le problème des productions Disney avec des acteurs britanniques réside « dans la prononciation des R tellement roulés que les jeunes américains comprennent les mots. » Il ajoute que le film est « joliment coloré, avec un rythme plaisant et généralement inoffensif. » Pour Variety, le film est « chaleureux et rafraîchissant » et pour Paul V. Beckley du New York Herald Tribune c'est « le film le plus agréable et rangé de l'année. »
Pour compenser le faible résultat en salle, le studio décide de diffuser le film à la télévision. Le film a été diffusé à la télévision dans l'émission Walt Disney's Wonderful World of Color sur NBC en deux épisodes, le 29 mars et le 5 avril 1964. Le film est sorti en vidéo en 1986.
Une statue en bronze a été placée comme dans le film dans le jardin de l'église. Le moule en plâtre est offert par Walt Disney à M. Merrilees en remerciant de son aide et ce dernier l'offre en 1968 comme cadeau de mariage à sa fille. Le 26 janvier 2013, Margaret Cumming petite-fille Merrilees vend le modèle en plâtre aux enchères et devient la propriété du Skye Terrier Club qui prévoit de l'installer sur l'île de Skye.

## Analyse
Pour Leonard Maltin, le film possède une atmosphère remarquable et beaucoup de charme mais il manque de rythme et ce n'est que dans le dernier tiers que l'intrigue commence à émerger. Pour Steven Watts, Bobby des Greyfriars est un film historique, l'une des nombreuses niches dans laquelle le studio produit des films.
Le réalisateur Don Chaffey a aussi réalisé le film Les Trois Vies de Thomasina en 1964 pour Disney.